# Rock Hard (periodico)
Rock Hard, con il sottotitolo critical, competent, independent, è una rivista mensile di musica specializzata sulla musica hard rock ed heavy metal fondata nel 1983 in Germania da Holger Stratmann che tratta di musica rock e heavy metal e pubblicata, con lo stesso nome, anche in Spagna, Grecia, Italia, Francia e Portogallo/Brasile. Assieme a Metal Hammer è la maggiore rivista di Metal ed Hard Rock della Germania, ed è stata definita dal Der Spiegel come l'organo centrale tedesco dei fan di Heavy Metal, mentre in altri casi fu definita rivista di culto

## Storia di Rock Hard
Rock Hard fu fondato da Holger Stratmann, che pubblicò tra il 1983 ed il 1989 circa 300 numeri, per poi diventare a tutti gli effetti un mensile. Fin dai suoi esordi la rivista sottolineò l'indipendenza dalle major, inserendo anche nel sottotitolo il motto "critical, competent, independent". Un grande sviluppo alla diffusione della rivista fu anche dovuto all'organizzazione del Rock Hard Festival, che si svolse ogni anno fino al 2003 nella città di Gelsenkirchen nel weekend della Pentecoste e veniva trasmesso in streaming dallo Spiegel Online e dalla televisione Westdeutscher Rundfunk nel programma Rockpalast.
Götz Kühnemund divenne redattore capo di Rock Hard nel 1990. Nel gennaio del 2014, Kühnemund assieme ad altri editorialisti lasciarono il giornale per delle divergenze con il fondatore ed editore Holger Stratmann. Kühnemund, che è conosciuto anche al di la dei confini tedeschi per la volontà di preservare quello che lui chiama "il vero heavy metal" in opposizione alle forme più commerciali, fu per molti anni un punto di riferimento per molti sottostagli dell'heavy metal, tanto che il suo abbandono fu paragonato al "Papa che lascia la chiesa". In seguito poi fondò il Deaf Forever, mentre Boris Kaiser prese il suo posto nella rivista.
Rock Hard ha poi il suo canale streaming nel portale Putpat.tv.